# Adelinae
Sous-famille
Les Adelinae sont une sous-famille de lépidoptères (papillons) de la famille des Adelidae. 

## Liste des genres
Selon BioLib (11 mai 2019) :
- genre Adela Latreille, 1796
- genre Cauchas Zeller, 1839
- genre Nemophora Hoffmannsegg, 1798